# Testiculos habet et bene pendentes

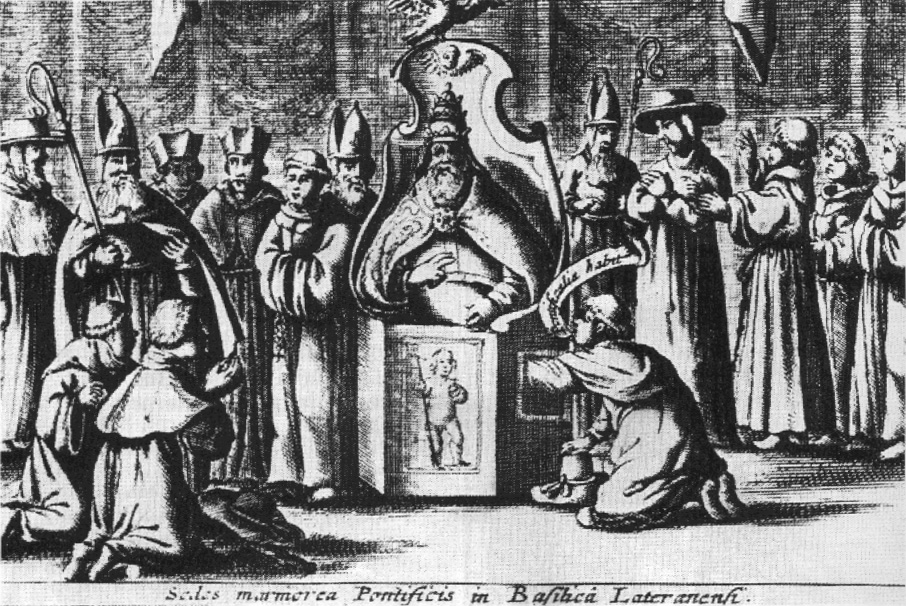
Gravure uit de 17e eeuw, voorstellende de inwijding van Paus Innocentius X

"Testiculos habet et bene pendentes" is een Latijnse zin die vertaald kan worden als "Hij heeft testikels en ze hangen goed". Dit zou worden gezegd om te bevestigen dat een katholiek geestelijke een gezonde man is.
Deze traditie zou zijn begonnen in de 9e eeuw, na pausin Johanna.
Om de testikels te controleren zou men gebruik hebben gemaakt van een stoel waarvan de zitting een opening had in de vorm van een hoefijzer, de sedia stercoraria. Zo een stoel wordt ook gebruikt om te defeceren. Degene die gecontroleerd werd, zat hierop waarna één of meer andere geestelijken de controle uitvoerden. De gewoonte is in onbruik geraakt, naar verluidt afgeschaft door paus Adrianus VI.

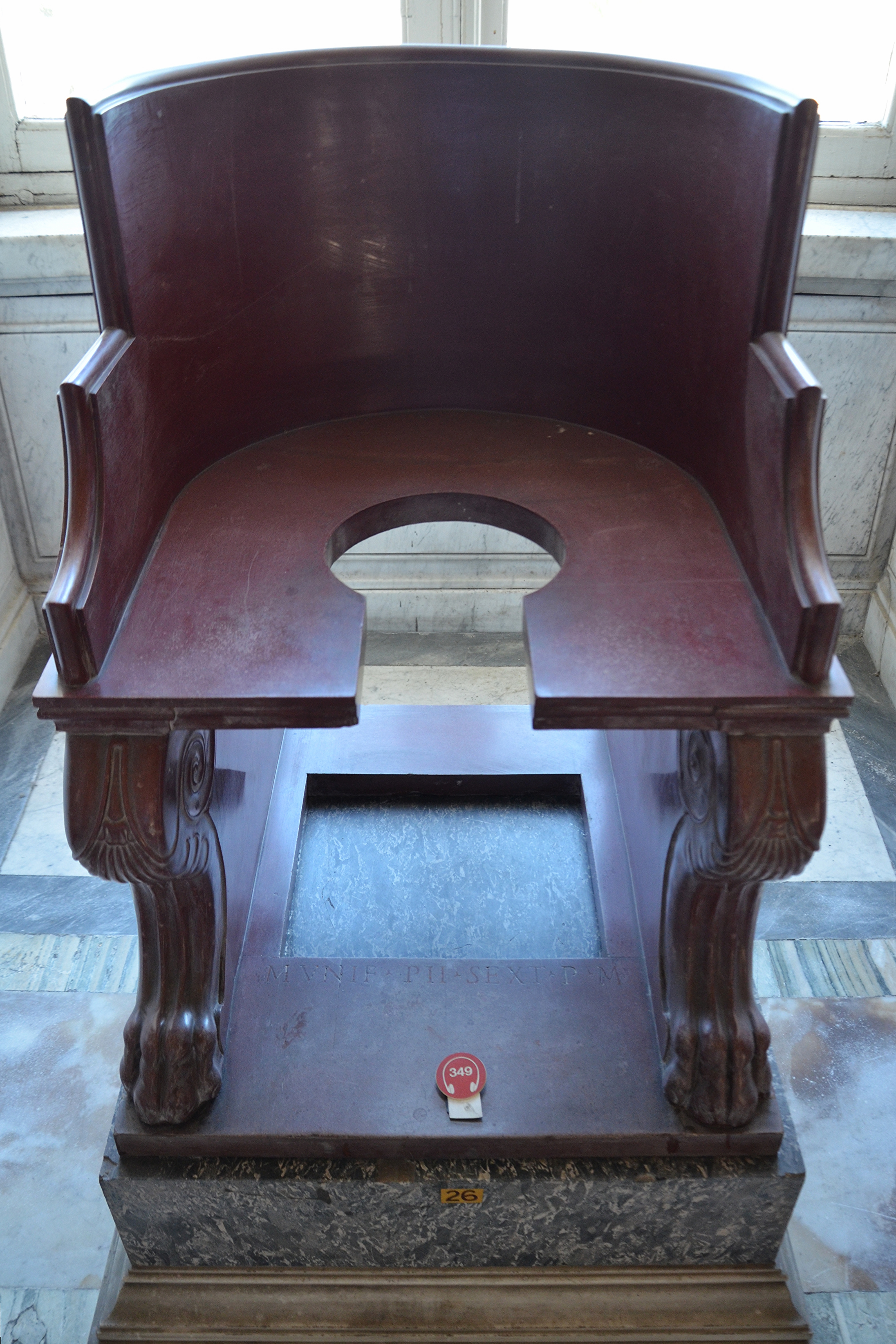
Postoel in het Vaticaans museum

Ten minste twee van dit soort stoelen zijn bewaard gebleven, de ene in het Vaticaans museum, de andere in het Louvre.
De traditie valt misschien ook te herleiden naar de Bijbel. In Leviticus 21:16-20 staat:
God zei Mozes: 'Vertel Aäron: "Als een van je nakomelingen een gebrek heeft, mag die geen voedsel aanbieden aan zijn God. Dat geldt voor alle volgende generaties. Niemand met een gebrek mag als priester aantreden: (...) niemand met verpletterde zaadballen."'